# Theodore Frelinghuysen Singiser

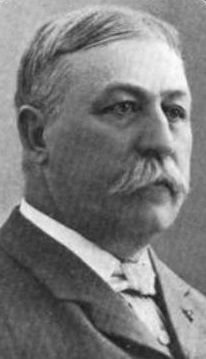
Theodore Frelinghuysen Singiser

Theodore Frelinghuysen Singiser (* 15. März 1845 in Churchtown, Cumberland County, Pennsylvania; † 23. Januar 1907 in Chicago, Illinois) war ein US-amerikanischer Politiker. Zwischen 1883 und 1885 vertrat er das Idaho-Territorium als Delegierter im US-Repräsentantenhaus.

## Frühe Jahre
Theodore Singiser besuchte die öffentlichen Schulen seiner Heimat und absolvierte danach eine Druckerlehre. Während des Bürgerkriegs war er Soldat in der Armee der Union. Zwischen 1866 und 1867 war er bei der Finanzbehörde beschäftigt. Gleichzeitig war er im Handel und im Druckereigewerbe tätig. Nach einem Jurastudium wurde er im Jahr 1878 in Washington, D.C. als Rechtsanwalt zugelassen. Zwischen 1875 und 1879 arbeitete er für das US-Finanzministerium. Danach zog er in den Westen, wo er sich im Gebiet der heutigen Staaten Idaho und Utah mit dem Bergbau befasste. In Oxford (Idaho) war er auch Steuereinnehmer.

## Politische Laufbahn
Singiser wurde Mitglied der Republikanischen Partei. Im Jahr 1880 wurde er als Secretary of State geschäftsführender Beamter im Idaho-Territorium. Im Winter 1881 bis 1882 amtierte er auch als kommissarischer Territorialgouverneur dieses Gebiets. Bei den Kongresswahlen des Jahres 1882 wurde Singiser zum Delegierten im US-Repräsentantenhaus gewählt, wo er am 4. März 1883 George Ainslie ablöste. Nachdem er die folgenden Kongresswahlen im Jahr 1884 verloren hatte, konnte er bis zum 3. März 1885 nur eine Legislaturperiode im Kongress absolvieren. Sein Sitz ging an den Demokraten John Hailey, der dieses Mandat zwischen 1873 und 1875 schon einmal ausgeübt hatte.

## Weiterer Lebenslauf
Zwischen 1885 und 1889 war Singiser Steuereinnehmer in Mitchell im heutigen South Dakota, das damals noch Teil des Dakota-Territoriums war. Danach zog er nach Salt Lake City, wo er im Bergbau tätig wurde. Theodore Singiser starb im Januar 1907 in Chicago und wurde in Mechanicsburg in Pennsylvania beigesetzt.